# جيرالد سيوليك
جيرالد سيوليك (بالألمانية: Gerald Ciolek) مواليد 19 سبتمبر 1986 في كولونيا، ألمانيا الغربية، هو دراج ألماني في صنف سباق الدراجات على الطريق. شارك في دورة الألعاب الأولمبية الصيفية.

## سجل النتائج

### سباقات أو مراحل فاز بها
- طواف إسبانيا

## وصلات خارجية
- الموقع الرسمي

## روابط خارجية
- جيرالد سيوليك على موقع الاتحاد الدولي للدراجات (الإنجليزية)
- جيرالد سيوليك على موقع أرشيف الدراجات (الإنجليزية)
- جيرالد سيوليك على موقع إحصائيات الدراجات الإحترافية (الإنجليزية)
- جيرالد سيوليك على موقع نسبة الدراجات (الإنجليزية)
- جيرالد سيوليك على موقع CycleBase (الإنجليزية)
- جيرالد سيوليك على موقع أوليمبيديا (الإنجليزية)